# Gulleråsen Station
Gulleråsen Station (Gulleråsen stasjon) er en metrostation på Holmenkollbanen på T-banen i Oslo. Stationen ligger 181,7 meter over havet. Den er opkaldt efter det tidligere husmandssted Gullerud, der tilhørte Grimelund gård.
Stationen ligger i en meget skarp kurve, og ved den ene perron er der 30 cm mellem perron og tog. Af sikkerhedsmæssige årsager har perronen i retning mod Sentrum været lukket siden Holmenkollbanens genåbning 6. december 2010.